# Juan Domingo de Zuñiga y Fonseca
Juan Domingo de Zúñiga y Fonseca, auch Juan Domingo Méndez de Haro Fernández de Córdoba, Graf von Monterrey (Conde de Monterrey), (* 25. November 1640 in Madrid; † 2. Februar 1716 ebenda) war Statthalter der Spanischen Niederlande.

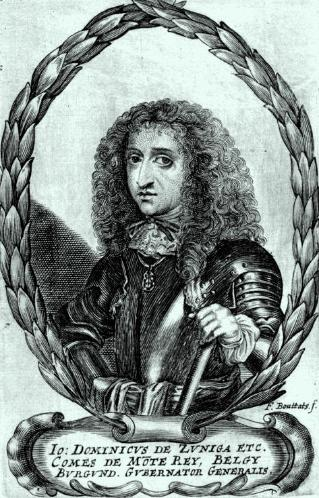
Juan Domingo de Zuñiga y Fonseca, um 1669, von Frederik Bouttats

## Leben
Er war der Sohn des Premierministers und Vertrauten von Philipp IV. Luis Méndez de Haro y Guzmán, 6. Marquis von Carpio, (1598–1661) und Catalina Fernández de Córdoba, Tochter des Herzogs von Segorbe.
Er war seit 1657 mit Inés Francisca de Zúñiga y Fonseca verheiratet, 6. Gräfin von Monterrey und Ayala und älteste Tochter von Don Fernando de Ayala, 3. Graf von Ayala. Nach der Heirat benutzte er auch die Titel und den Familiennamen seiner Frau. Sie hatten keine Kinder.
De Haro war schon als Kind am königlichen Hof in Madrid und wurde dann Offizier, Hauptmann der Kavallerie und Kommandant eines Terzios der Infanterie. 1663 wurde er Ritter des Santiago-Ordens und er wurde Kommandant von Kastilien (Comendador Mayor de Castilla). 1667 ging er in die Spanischen Niederlande als General der Kavallerie und war dort 1670 bis zu seiner Rückberufung nach Spanien 1675 Statthalter der Spanischen Niederlande. In diese Zeit fiel auch der Angriff von Ludwig XIV. auf die Niederlande (Holländischer Krieg), in der Spanien auf Seiten der Niederländer stand. 1677/78 war er Vizekönig von Katalonien.
1693 wurde er von Karl II. als Minister in den Staatsrat berufen und war 1700 Präsident des Rates von Flandern. Nach dem Tod von Karl II. war er bis zur Ankunft des neuen Königs Philipp V. 1702 Mitglied des Staatsrats und des Kabinetts. 1705 trat er zurück und war zeitweise vom Hof verbannt, kehrte aber 1707 nach Madrid zurück. Nach dem Tod seiner Frau 1710 wurde er Geistlicher.